# (229440) Filimon
(229440) Filimon est un astéroïde de la ceinture principale.

## Description
(229440) Filimon est un astéroïde de la ceinture principale. Il fut découvert le 27 octobre 2005 à Altschwendt par Wolfgang Ries. Il présente une orbite caractérisée par un demi-grand axe de 2,66 UA, une excentricité de 0,04 et une inclinaison de 21,1° par rapport à l'écliptique.

## Compléments